# Diócesis de Beauvais
La diócesis de Beauvais (en latín: Dioecesis Bellovacensis y en francés: Diocèse de Beauvais, Noyon et Senlis) es una circunscripción eclesiástica de la Iglesia católica en Francia. Se trata de una diócesis latina, sufragánea de la arquidiócesis de Reims. Desde el 18 de marzo de 2010 su obispo es Jacques Benoit-Gonnin, de la Comunidad de Emmanuel. Desde el 12 de abril de 1851 los obispos portan los títulos de obispos de Noyon (en latín: Noviomensis) y de Senlis (en latín: Silvanectensis).

## Territorio y organización

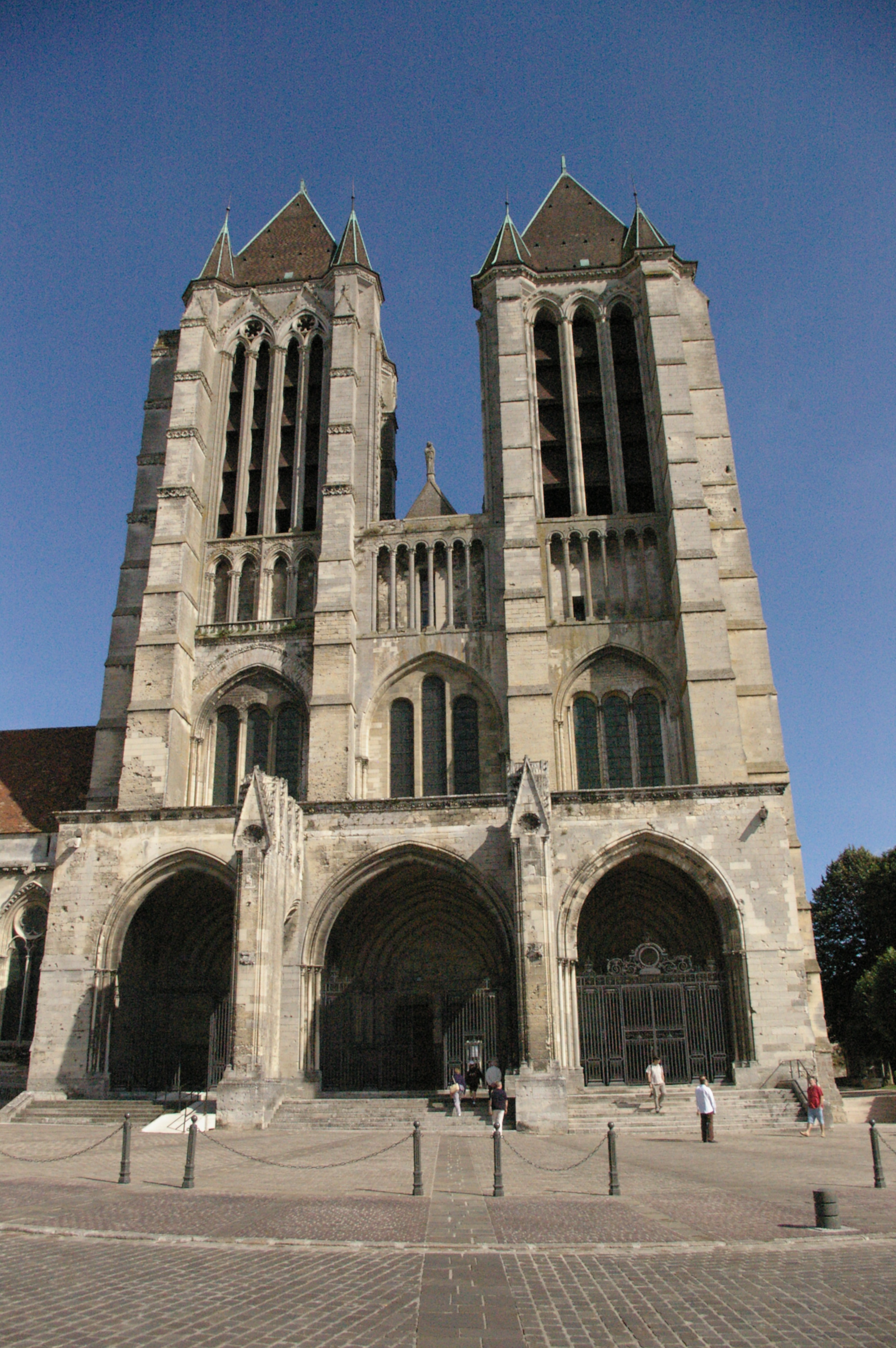
Excatedral de Nuestra Señora, en Noyon

La diócesis tiene 5860 km² y extiende su jurisdicción sobre los fieles católicos de rito latino residentes en el departamento de Oise en la región de Alta Francia.  

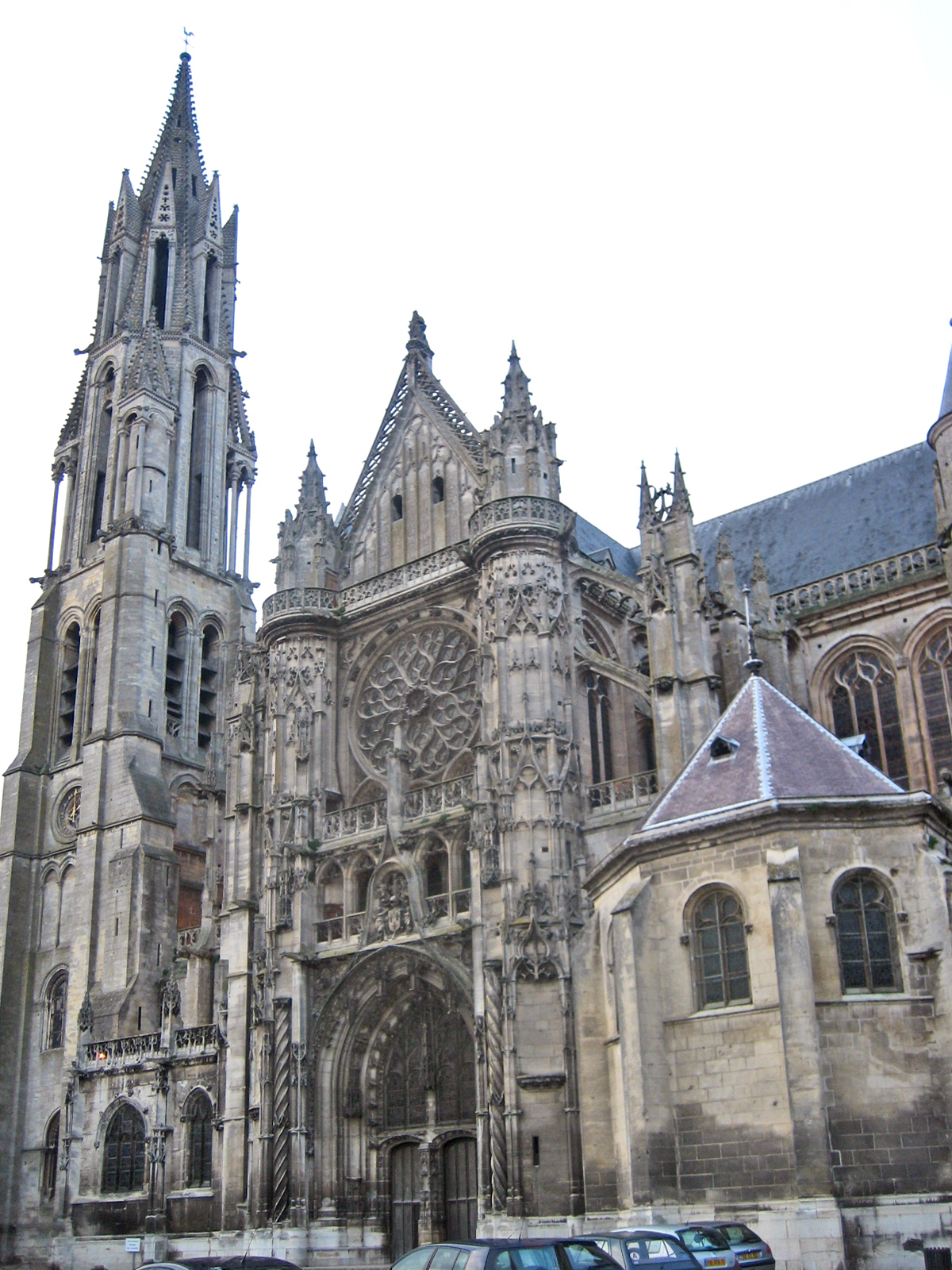
Excatedral de Nuestra Señora, en Senlis

La sede de la diócesis se encuentra en la ciudad de Beauvais, en donde se halla la Catedral de San Pedro. En Noyon se halla la excatedral de Nuestra Señora (diócesis de Noyon) y en Senlis la excatedral de Nuestra Señora (diócesis de Senlis).

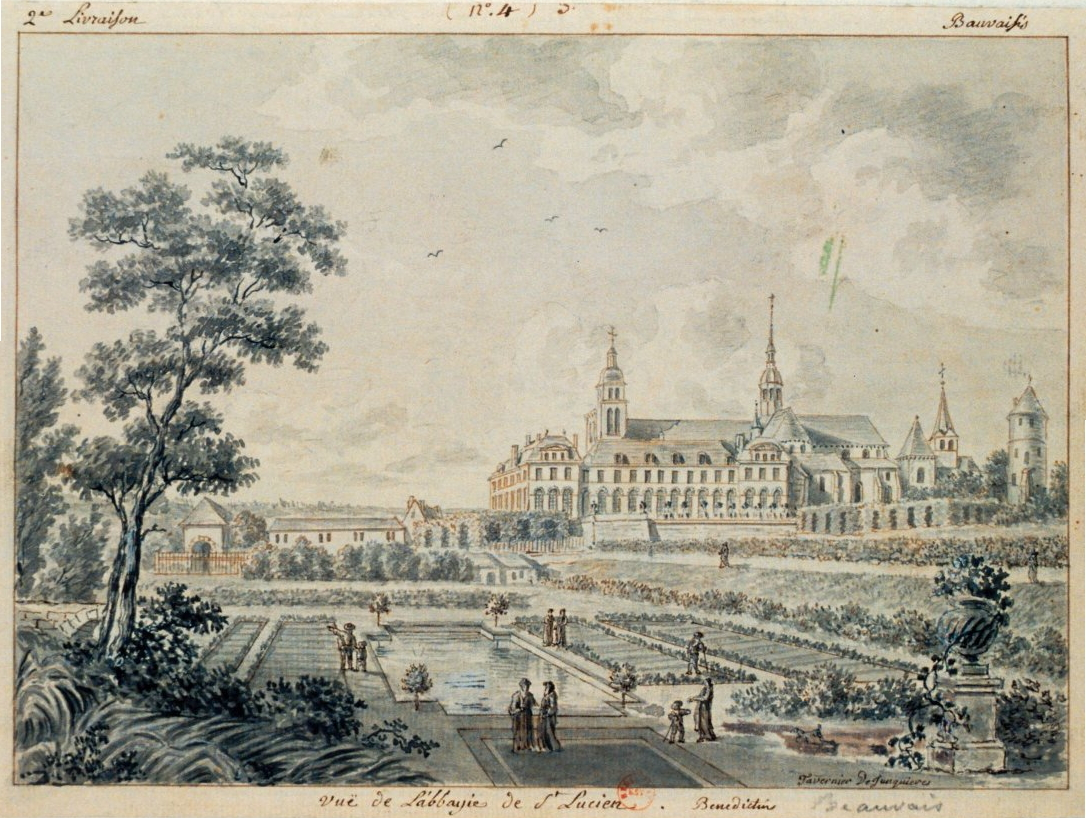
Abadía de San Luciano, en Beauvais

En 2022 en la diócesis existían 33 parroquias agrupadas en 10 sectores misioneros (secteurs missionnaires): Beauvaisis, Clermontois, Compiégnois, Creillois, Noyonnais, Oise Normande, Pays de France, Pays Picard, Valois y Vexin Thelle.

## Historia
Caesaromagus fue la capital y centro administrativo del pueblo celta de los belóvacos en la provincia romana de Galia Bélgica II, como lo demuestra una Notitia Galliarum de principios del siglo V. La evangelización de la civitas Bellovacorum es atribuida por la tradición al sacerdote romano san Luciano, que sufrió el martirio junto con sus compañeros Maximiano y Juliano en la segunda mitad del siglo III.
Los antiguos catálogos episcopales reconocen a san Luciano como el primer obispo de Beauvais. En realidad, sólo a partir del siglo IX, con la tercera biografía del santo, se reconoció este papel al fundador de la Iglesia de los belóvacos. Después de él, los catálogos mencionan al obispo Talassius, quien muy probablemente gobernó la sede después del edicto Constantiniano de 313. Sin embargo, la sucesión episcopal de Beauvais es casi completamente desconocida no sólo para el período romano, sino también para el período merovingio. De hecho, el primer obispo históricamente documentado llegó bastante tarde: fue Maurino (o Marino), que firmó el acta de fundación del monasterio de Solignac en el año 632.
Desde el punto de vista religioso, así como civil, Beauvais dependía de la provincia eclesiástica de la arquidiócesis de Reims, sede metropolitana provincial
En el siglo IX el territorio diocesano fue devastado por las incursiones de los normandos, que provocaron la muerte del obispo Ermenfrido y la destrucción de antiguos monasterios, de los que hoy sólo quedan los nombres: Fontenay, Tusson Val, Val-Fleury, Gury, Montiers y otros.
Después de la época carolingia, la diócesis se dividió en cuatro pagus: el pagus Rossontensis (Ressons), el pagus Bellovacensis (Beauvais), el pagus Vindoilensis (Breteuil) y el pagus Camliacensis (Chambly). Posteriormente, la diócesis se dividirá en tres arcedianatos (Bray, Clermont y Breteuil) y diez decanatos.
Después de 1013 los obispos de Beauvais adquirieron el poder temporal con el título de condes y el rango de pares de Francia (uno de los seis pares eclesiásticos franceses).
En el siglo III el obispo de Beauvais Milo de Nanteuil inició la construcción de la nueva catedral en estilo gótico, que no se completó hasta el siglo XVI.
En la Edad Media se celebraron en Beauvais varios concilios regionales; se conocen los de 845, 1114, 1120, 1124, 1161 y 1168.
En la época medieval el cabildo catedralicio pasó a tener autonomía e independencia propia a la par del real presidido por el obispo de Beauvais, hasta el punto de ejercer jurisdicción autónoma no sólo sobre el pueblo que lo componía, sino también sobre un territorio, cuyos límites fueron fijados en 1318; de esta manera tuvo verdaderos conflictos con la autoridad episcopal, con la que a menudo llegó a acuerdos y compromisos.
En el siglo XVI Louis de Villiers de L'Isle-Adam fue el último obispo elegido por el cabildo catedralicio. Su sucesor Antonio Lascaris de Tenda será elegido por el rey de Francia. También en el mismo siglo, el cardenal obispo Odet de Coligny se convirtió al calvinismo; fue condenado por herejía, excomulgado y privado de su diócesis y cardenalato. A raíz de estos disturbios, la diócesis permaneció vacante durante seis años.
En la época de la Contrarreforma surgió especialmente la figura del obispo Agustín Potier, que se dedicó a aplicar las decisiones del Concilio de Trento: reformó las órdenes religiosas de su diócesis, estableció misiones populares (con la ayuda de san Vicente de Paúl) y el seminario en 1648, animó la diócesis con numerosos sermones.
Durante la Revolución francesa, el obispo François-Joseph de La Rochefoucauld fue martirizado en 1792 junto con su hermano Pierre-Louis, obispo de Saintes, y los demás mártires de las masacres de septiembre, todos los cuales fueron beatificados por el papa Pío XI el 17 de octubre de 1926.
A raíz del concordato con la bula Qui Christi Domini del papa Pío VII del 29 de noviembre de 1801, la diócesis de Beauvais fue suprimida y su territorio fue incorporado al de la diócesis de Amiens.
Un nuevo concordato, estipulado en junio de 1817, preveía el restablecimiento de la diócesis. Pero este acuerdo nunca entró en vigor, ya que no fue ratificado por el Parlamento de París. Incluso el nombramiento del nuevo obispo, Louis-Silvestre de La Châtre, realizado en el consistorio el 1 de octubre, no tuvo ningún efecto.
El 6 de octubre de 1822, mediante la bula Paternae charitatis del papa Pío VII, la diócesis de Beauvais fue restablecida definitivamente en el territorio del departamento de Oise. La nueva diócesis representaba un conjunto de parroquias procedentes de diferentes lugares del antiguo régimen: 400 parroquias de la antigua diócesis de Beauvais, 67 de la diócesis de Noyon, 56 de la diócesis de Senlis, 52 de la de Soissons, 66 de la de Ruan, 56 de la de Amiens, 27 de la de Meaux y 1 de la arquidiócesis de París. Esta situación se reflejó en una gran confusión desde el punto de vista litúrgico, porque en las diferentes parroquias regían diferentes ritos galicanos: había 9 ritos diferentes.
El 12 de abril de 1851 los obispos de Beauvais obtuvieron el derecho de añadir a su título el de las dos diócesis suprimidas de Noyon y Senlis.
Tras las decisiones del sínodo diocesano de 1989, en 1996 el territorio fue completamente reorganizado con el establecimiento de 45 nuevas parroquias, en sustitución de las 700 anteriores.

## Estadísticas
Según el Anuario Pontificio 2023 la diócesis tenía a fines de 2022 un total de 569 000 fieles bautizados.
| Año                                                                             | Población            | Población | Población      | Sacerdotes | Sacerdotes    | Sacerdotes    | Bautizados por sacerdote | Diáconos permanentes | Religiosos | Religiosos | Parroquias |
| Año                                                                             | Bautizados católicos | Total     | % de católicos | Total      | Clero secular | Clero regular | Bautizados por sacerdote | Diáconos permanentes | Varones    | Mujeres    | Parroquias |
| ------------------------------------------------------------------------------- | -------------------- | --------- | -------------- | ---------- | ------------- | ------------- | ------------------------ | -------------------- | ---------- | ---------- | ---------- |
| 1948                                                                            | 394 500              | 396 724   | 99.4           | 376        | 361           | 15            | 1049                     |                      | 60         | 572        | 551        |
| 1959                                                                            | 435 000              | 450 000   | 96.7           | 463        | 370           | 93            | 939                      |                      | 208        | 580        | 710        |
| 1970                                                                            | ?                    | 540 998   | ?              | 376        | 327           | 49            | ?                        |                      | 72         | 545        | 712        |
| 1980                                                                            | 475 000              | 620 450   | 76.6           | 282        | 244           | 38            | 1684                     | 5                    | 59         | 490        | 709        |
| 1990                                                                            | 583 000              | 712 000   | 81.9           | 255        | 192           | 63            | 2286                     | 12                   | 100        | 394        | 706        |
| 1999                                                                            | 698 000              | 780 000   | 89.5           | 156        | 141           | 15            | 4474                     | 18                   | 50         | 275        | 45         |
| 2000                                                                            | 685 000              | 765 011   | 89.5           | 132        | 117           | 15            | 5189                     | 18                   | 45         | 275        | 45         |
| 2001                                                                            | 700 000              | 765 011   | 91.5           | 195        | 182           | 13            | 3589                     | 19                   | 44         | 261        | 45         |
| 2002                                                                            | 710 000              | 766 441   | 92.6           | 180        | 152           | 28            | 3944                     | 21                   | 57         | 247        | 45         |
| 2003                                                                            | 690 000              | 766 441   | 90.0           | 164        | 136           | 28            | 4207                     | 19                   | 54         | 238        | 45         |
| 2004                                                                            | 685 000              | 766 441   | 89.4           | 154        | 123           | 31            | 4448                     | 19                   | 45         | 215        | 45         |
| 2006                                                                            | 690 000              | 779 916   | 88.5           | 137        | 120           | 17            | 5036                     | 22                   | 41         | 194        | 45         |
| 2012                                                                            | 714 000              | 804 100   | 88.8           | 153        | 123           | 30            | 4666                     | 27                   | 40         | 200        | 45         |
| 2015                                                                            | 550 000              | 801 512   | 68.6           | 139        | 115           | 24            | 3956                     | 25                   | 33         | 167        | 45         |
| 2018                                                                            | 557 980              | 814 490   | 68.5           | 233        | 210           | 23            | 2394                     | 29                   | 35         | 153        | 42         |
| 2020                                                                            | 558 750              | 815 650   | 68.5           | 233        | 210           | 23            | 2398                     | 29                   | 35         | 153        | 42         |
| 2022                                                                            | 569 000              | 831 000   | 68.5           | 99         | 84            | 15            | 5747                     | 32                   | 25         | 115        | 33         |
| Fuente: Catholic-Hierarchy, que a su vez toma los datos del Anuario Pontificio. |                      |           |                |            |               |               |                          |                      |            |            |            |

## Episcopologio
- San Luciano? †[nota 2]
- Talassio †
- Vittore †
- Canao o Canaro †
- Numidio †
- Licerio †
- Temero †
- Bertegesilo †
- Rodomaro †
- Ansoldo †
- Rigoberto o Riberto †
- Gogerino †
- Anselmo o Anselino †
- Maurino o Marino † (antes de 632-después de 660)
- Imberto o Ireberto †
- Clemente † (antes de 667-después de 683)
- San Costantino † (antes de 692/693-después de 706)
- Radingo o Radigo †
- Ercamberto †
- Rocoaldo o Ricoaldo †
- Miroldo o Meroldo †
- Austringo †
- Deodato † (mencionado en 748)
- Andrea †
- Odingo o Audingo † (circa 772-circa 774)
- Adalmano † (mencionado en 798 circa)
- Ragimberto † (mencionado en 814)
- San Ildemanno † (antes de 826-8 de diciembre de 843 o 844 falleció)
- Ermenfrido † (antes de febrero de 847-después del 22 de octubre de 860 falleció)
- San Odone † (antes de 862-28 de enero de 881 falleció)
- Rotgario † (881-883 falleció)
- Onorato † (antes de 888-después del 6 de julio de 900)
- Erluino † (antes de 909-15 de julio de 921 falleció)
- Bovone † (circa 921-24 de mayo de 932? falleció)
- Ildegario (o Ildrico) † (933-circa 972 falleció)
- Waleranno †
- Erveo † (circa 987-8 de abril de 997 falleció)
- Ugo † (?-13 de abril de 998 falleció)
- Roger I de Blois † (después del 19 de abril de 998-24 de junio de 1022 falleció)
- Garin o Warin † (1022-4 o 8 de noviembre de 1030 falleció)
- Drogon o Druon † (antes de 1035-1058 falleció)
- Guilbert † (antes de 1059-12 de septiembre de 1063 falleció)
- Guy † (diciembre de 1063-1085 renunció)
- Ursion † (1085-16 o 18 de abril de 1089 falleció)
- Foulques de Dammartin, O.S.B. † (1089-antes del 18 de noviembre de 1095 falleció)
- Roger II † (1095-5 de abril de 1096 falleció)
- Anseau o Anselme † (12 de julio de 1096-21 de noviembre de 1099 falleció)
  - Etienne de Garande † (1100-1101 depuesto) (obispo electo)[nota 3]
  - Galon † (1101-1105 nombrado obispo de París) (obispo electo)[nota 4]
- Godefroy de Pisseleu † (1105-2 de diciembre de 1113 falleció)
- Pierre de Dammartin † (12 de junio de 1114-8 de noviembre de 1133 falleció)
- Odon II † (1133-1144 falleció)
- Odon III † (1144-26 de junio de 1148 falleció)
- Enrico di Francia † (1149-14 de enero de 1162 nombrado arzobispo de Reims)
- Barthélémi de Montcornet † (1162-17 de mayo de 1175 falleció)
- Philippe de Dreux † (1175-4 de noviembre de 1217 falleció)
- Milon o Milo de Nanteuil † (19 de diciembre de 1217-6 de septiembre de 1234 falleció)
- Godefroi de Clermont-Nesle † (25 de diciembre de 1234-agosto de 1236 falleció)
- Robert de Cressonsacq † (agosto de 1237-octubre de 1248 falleció)
- Guillaume de Gres † (1249-22 de febrero de 1267 falleció)
- Renaud de Nanteuil † (31 de marzo de 1267-27 de septiembre de 1283 falleció)
- Thibaud de Nanteuil (Thibaut de Beauvais) † (1283-26 de diciembre de 1300 falleció)
- Simon de Clermont-Nesle † (28 de junio de 1301-22 de diciembre de 1312 falleció)
- Jean de Marigny † (8 de enero de 1313-14 de mayo de 1347 nombrado arzobispo de Ruan)
- Guillaume Bertran † (14 de mayo de 1347-19 de mayo de 1356 falleció)
- Philippe d'Alençon † (8 de junio de 1356-3 de julio de 1359 nombrado arzobispo de Ruan)
- Jean de Dormans † (12 de julio de 1359-22 de septiembre de 1368 renunció)
- Jean d'Augerant † (1368-24 de enero de 1375 falleció)
- Milon de Dormans † (31 de enero de 1375-17 de agosto de 1387 falleció)
- Guillaume de Vienne, O.S.B. † (26 de agosto de 1387-29 de marzo de 1389 nombrado arzobispo de Ruan)
- Thomas d'Estouteville † (29 de marzo de 1389-22 de marzo de 1395 falleció)
- Louis d'Orléans † (2 de abril de 1395-abril de 1397 falleció)
- Pierre de Savoisy † (16 de enero de 1398-13 de septiembre de 1412 falleció)
- Bernard de Chevenon † (29 de marzo de 1413-16 de febrero de 1420 falleció)
- Eustache de Laistre † (1420-junio de 1420 falleció)
- Pierre Cauchon † (21 de agosto de 1420-29 de enero de 1432 nombrado obispo de Lisieux)
- Jean Juvénal des Ursins † (29 de enero de 1432-3 de abril de 1444 nombrado obispo de Laón)
- Guillaume d'Hellande † (3 de abril de 1444-3 de abril de 1462 falleció)
- Jean de Bar † (14 de mayo de 1462-15 de marzo de 1487 falleció)
- Louis de Villiers de L'Isle-Adam † (1487-24 de agosto de 1521 falleció)
- Michel de Savoie † (2 de octubre de 1521-1522 falleció)
- Antonio Lascaris di Tenda † (12 de enero de 1523-10 de enero de 1530 nombrado obispo de Limoges)
- Charles de Villiers † (10 de enero de 1530-27 de septiembre de 1535 falleció)
  - Odet de Coligny de Châtillon † (20 de octubre de 1535-1563 depuesto) (administrador apostólico)
  - Sede vacante (1563-1569)
  - Carlo di Borbone-Vendôme † (26 de agosto de 1569-24 de agosto de 1575 renunció) (administrador apostólico)
- Nicolas Fumée † (24 de agosto de 1575-3 de marzo de 1593 falleció)
- René Potier † (23 de septiembre de 1596-4 de octubre de 1616 falleció)
- Augustin Potier † (21 de agosto de 1617-19 de junio de 1650 falleció)
- Nicolas Choart de Buzenval † (3 de octubre de 1650-31 de julio de 1679 falleció)
- Toussaint de Forbin-Janson † (25 de septiembre de 1679-24 de marzo de 1713 falleció)
- François-Honoré de Beauvillier de Saint-Aignan † (30 de agosto de 1713-10 de abril de 1728 renunció)
- Étienne-René Potier de Gesvres † (24 de abril de 1728-22 de mayo de 1772 renunció)
- Beato François-Joseph de La Rochefoucauld † (22 de junio de 1772-2 de septiembre de 1792 falleció)
  - Sede vacante (1792-1801)
  - Sede suprimida (1801-1822)
  - Louis-Sylvestre de La Châtre † (1 de octubre de 1817-8 de enero de 1823 renunció[nota 5]) (obispo electo)
- Claude-Louis de Lesquen † (16 de mayo de 1823-21 de marzo de 1825 nombrado obispo de Rennes)
- François-Hyacinthe-Jean Feutrier † (21 de marzo de 1825-27 de junio de 1830 falleció)
- Jean-Louis-Simon Lemercier † (17 de diciembre de 1832-28 de diciembre de 1837 renunció)
- Pierre-Marie Cottret † (12 de febrero de 1838-13 de noviembre de 1841 falleció)
- Joseph-Armand Gignoux † (24 de enero de 1842-1 de marzo de 1878 falleció)
- François-Edouard Hasley † (15 de julio de 1878-27 de febrero de 1880 nombrado arzobispo de Aviñón)
- Désiré-Joseph Dennel † (27 de febrero de 1880-13 de noviembre de 1884 nombrado obispo de Arrás)
- Joseph-Maxence Péronne † (13 de noviembre de 1884-20 de febrero de 1892 falleció)
- Edmond-Frédéric Fuzet † (19 de enero de 1893-14 de diciembre de 1899 nombrado arzobispo de Ruan)
- Marie-Jean-Célestin Douais † (14 de diciembre de 1899-28 de febrero de 1915 falleció)
- Eugène-Stanislas Le Senne † (1 de junio de 1915-14 de marzo de 1937 falleció)
- Felix Roeder † (14 de agosto de 1937-21 de febrero de 1955 renunció[nota 6])
- Pierre-Marie Lacointe † (23 de marzo de 1955-23 de abril de 1965 falleció)
- Stéphane-Émile-Alfred Desmazières † (2 de agosto de 1965-20 de septiembre de 1978 retirado)
- Jacques André Marie Jullien † (20 de septiembre de 1978-21 de mayo de 1984 nombrado arzobispo coadjutor de Rennes)
- Adolphe-Maria Gustave Hardy † (13 de abril de 1985-13 de mayo de 1995 renunció)
- Guy Marie Alexandre Thomazeau (13 de mayo de 1995 por sucesión-28 de agosto de 2002 nombrado obispo de Montpellier)
- Jean-Paul James (9 de enero de 2003-8 de julio de 2009 nombrado obispo de Nantes)
- Jacques Benoit-Gonnin, Comm. l'Emm., desde el 18 de marzo de 2010